# Charles Henry Middleton
Charles Henry Middleton-Wake, né en 1828 et mort en 1915, est un historien de l'art britannique, spécialiste de la gravure.
Il est surtout notable pour avoir rédigé un ouvrage de référence sur les gravures de Rembrandt : A descriptive catalogue of the etched work of Rembrandt van Rhyn en 1878.

## Biographie
Son œuvre la plus importante est la publication de A descriptive catalogue of the etched work of Rembrandt van Rhyn, un ouvrage de référence sur les gravures de Rembrandt, encore utilisé aujourd'hui. Dans cet ouvrage, où il s'appuie beaucoup sur le Catalogue raisonné de toutes les estampes qui forment l'œuvre de Rembrandt d'Ignace Joseph de Claussin, il décrit 329 estampes qu'il considère authentiques ainsi que 30 qu'il rejette, de façon détaillée et avec une attention particulière à l'étude des états des estampes. Il innove dans l'établissement de la chronologie et des classes iconographiques, et Eugène Dutuit reconnaît son importance lorsqu'il réalise les « Tables avec les concordances Bartsch, Claussin, Wilson, Charles Blanc et Middleton ». Ces deux historiens de l'art correspondent d'ailleurs régulièrement.

## Publications

### Monographies
- A descriptive catalogue of the etched work of Rembrandt van Rhyn, John Murray, 1878[5]
- The invention of printing, John Murray, 1897[6]

### Publications secondaires
- Notes on the etched work of Rembrandt, J. Wilson, 1877[7]
- Catalogue of the engraved work of Albert Dürer, Fitzwilliam museum, 1893[8]